# Paul Marchelli
Paul Marchelli est un syndicaliste français né le 11 juillet 1933 à Paris et mort le 5 mai 2016 à Sanary-sur-Mer.

## Biographie
Il commence sa carrière professionnelle comme agent de maîtrise chez Vallourec.
1970-1981, il est cadre de direction chez Claret à Montrouge.
À partir de 1967, il est membre de la CGC.
De 1975 à 1984, il est la président de la Fédération CGC de la métallurgie.
De mai 1984 à 1993, il est président de la CFE-CGC et se montre un défenseur actif de la revalorisation
des salaires des cadres.
De 1989 à 1992 puis de nouveau en mars 1994, il est élu président du régime de retraite des cadres.
En juin 1994, il est nommé conseiller d'État en service extraordinaire.
En août 1995 il est nommé membre du Conseil de la politique monétaire.
Il meurt en 2016, à l'âge de 82 ans.